# Claix (Isère)
Claix ist eine französische Gemeinde mit 7840 Einwohnern (Stand 1. Januar 2022) im Département Isère in der Region Auvergne-Rhône-Alpes. Sie gehört zum Kanton Fontaine-Seyssinet im Arrondissement Grenoble.

## Geographie
Claix befindet sich südlich von Grenoble am Zusammenfluss der Gresse und des Drac. Einerseits ist die Gemeinde aufgrund ihrer Lage in bis zu 1960 m in den Ausläufern des Vercors als Berggemeinde zu sehen, andererseits gehört sie zu den Vorstädten Grenobles. Teile des Gemeindegebietes gehören zum Regionalen Naturpark Vercors.
Nachbargemeinden sind Varces-Allières-et-Risset, Seyssins, Lans-en-Vercors, Le Pont-de-Claix, Échirolles und Saint-Nizier-du-Moucherotte.

## Gemeindegliederung
Die Gemeinde besteht aus zwei größeren Ansiedlungen, Le Bourg mit Altstadt, Rathaus und der Kirche St. Peter sowie Le Pont Rouge in der Ebene, das um die alte Brücke über den Drac entstand.
Weiterhin gehört eine Vielzahl kleinerer Dörfer und Weiler zur Gemeinde, die sich an den Hängen des Vercors entlangziehen, unter anderem La Balme, Saint Ange, Furonnières, Le Peuil und Savoyères.

## Bevölkerung
Während Anfang der 1960er Jahre nur etwas mehr als 2000 Menschen auf dem 24,1 km² großen Gemeindegebiet lebten, hat sich deren Zahl inzwischen fast vervierfacht; 1999 betrug die Bevölkerungszahl laut INSEE 7388, 2004 gar 7632 Menschen. Dieser starke Zuwachs ist einerseits durch verstärkten Bevölkerungszuzug in den Großraum Grenoble zu begründen, andererseits zogen (und ziehen) immer mehr vor allem ältere Franzosen weg aus der Hauptstadt Paris in ländlichere Gebiete.
| Jahr                       | 1962 | 1968 | 1975 | 1982 | 1990 | 1999 | 2004 | 2017 |
| -------------------------- | ---- | ---- | ---- | ---- | ---- | ---- | ---- | ---- |
| Einwohner                  | 2391 | 3105 | 3926 | 5382 | 6960 | 7388 | 7632 | 7932 |
| Quellen: Cassini und INSEE |      |      |      |      |      |      |      |      |

## Sehenswürdigkeiten
- Kirche St. Peter
- Romanische Kapelle in Cossey

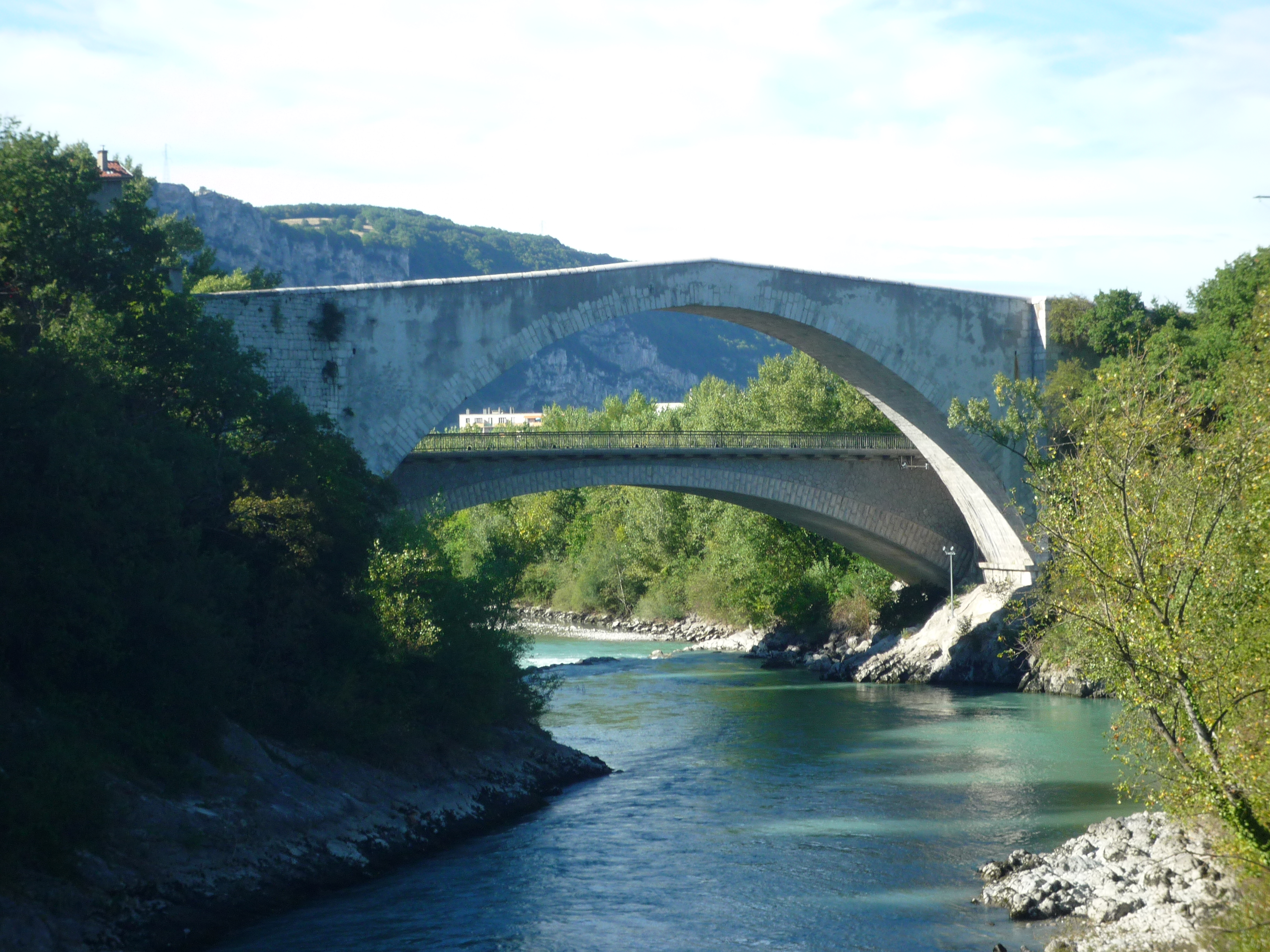
Die Brücke von Claix

- Brücke von Claix (Pont Lesdiguières)
- Ein mittelalterlicher Turm

## Persönlichkeiten
Stendhal (1783–1842) hat eine lange Zeit seiner Kindheit in Claix verbracht, wo seine Familie einen Gutshof besaß. Die Figur des Priesters in Le Rouge et le Noir könnte von Abt Chélan, einem Freund der Familie, der im Nachbarweiler Risset lebte, inspiriert gewesen sein.